# Villefranque, Pyrénées-Atlantiques
Villefranque är en kommun i departementet Pyrénées-Atlantiques i regionen Nouvelle-Aquitaine i sydvästra Frankrike. Kommunen ligger i kantonen Saint-Pierre-d'Irube som tillhör arrondissementet Bayonne. År 2022 hade Villefranque 2 957 invånare.

## Befolkningsutveckling
Antalet invånare i kommunen Villefranque
| Referens: INSEE |